# Mérulaxe de Rodriguez
Scytalopus rodriguezi
Espèce
Statut de conservation UICN

 EN B1ab(i,ii,iii) : En danger
Le Mérulaxe de Rodriguez (Scytalopus rodriguezi) est une espèce de passereaux de la famille des Rhinocryptidae endémique de Colombie.
Son nom est attribué à l'ornithologue colombien José Vicente Rodriguez Mahecha..

## Liste des sous-espèces
Selon la classification de référence du Congrès ornithologique international (version 6.3, 2016) :
- Scytalopus rodriguezi yariguiorum Donegan, Avendaño & Lambert, 2013
- Scytalopus rodriguezi rodriguezi Krabbe, Salaman, Cortés, Quevedo, Ortega & Cadena, 2005

## Publication originale
- Krabbe, Salaman, Cortés, Quevedo, Ortega & Cadena, 2005 : A new species of Scytalopus tapaculo from the upper Magdalena Valley, Colombia. British Ornithologists’ Club.